# Fanfan la Tulipe (fumetto)
Fanfan la Tulipe è un adattamento a fumetti dell'omonimo personaggio del film creato da Christian-Jaque nel 1952. La serie è uscita in edicola per la prima volta sul settimanale per ragazzi francese L'Intrépide dall'aprile 1952 all'aprile 1956, ad opera dello sceneggiatore Jean Prado e del disegnatore Étienne Le Rallic. La serie è stata ripresa sul settimanale per ragazzi di Éditions Vaillant "Pif Gadget" dal 1971 al 1980, sceneggiata da Jean Sanitas e disegnata da Lucien Nortier e Christian Gaty.

## Storia
Nel XVIII secolo, un giovane viene arruolato a forza nel reggimento dell'Aquitania, poi diserta e diventa un vigilante fuorilegge. L'eroe è ritratto come un "allegro difensore della vedova e dell'orfano" e si schiera a favore degli oppressi.

## Sviluppo dell'opera
La serie è iniziata con l'uscita dell'omonimo film nel 1952; il protagonista era interpretato dall'attore Gérard Philipe. Il primo episodio è uscito in edicola con il periodico per ragazzi in Pif n.121.

## Album
La serie è stata pubblicata in diversi album a partire dal 1975 da l'Éditions du Kangourou, nel 2003 dall'Editore Temps Forts e dal 2008 da Éditions Taupinambour.
- Jean Sanitas, Christian Gaty et Lucien Nortier, Éditions du Kangourou, coll. «Pif Album», ottobre 1975, 45 p. ISBN 2915084016 (BNF 34548528) 2915084016[6]
- Jean Sanitas, Christian Gaty et Lucien Nortier, Temps forts, marzo 2003, 80 p. (ISBN 978-2915084016).[7]
- Jean Sanitas, Christian Gaty et Lucien Nortier, Taupinambour: 11 volumes parus depuis 2008.